# Programme for the International Assessment of Adult Competencies
Il Programma per la valutazione internazionale delle competenze degli adulti o PIAAC (Programme for the International Assessment of Adult Competencies) è un'iniziativa promossa dall'OCSE destinata alla valutazione delle competenze della popolazione adulta tra i 16 ed i 65 anni di età. Il programma risponde all'obiettivo di fornire dati aggiornati, e comparabili a livello internazionale, sulle competenze degli adulti nei Paesi OCSE, informazioni utili alla definizione e l'aggiornamento delle politiche educative e del lavoro, sia a livello nazionale che internazionale.
Il PIAAC studia le competenze definite dall'OCSE abilità fondamentali (foundations skills), considerate oggi necessarie per vivere e lavorare; in particolare competenze sulla lettura (Literacy), sulle abilità logico-matematiche (Numeracy) e sulle competenze collegate alle tecnologie dell'informazione e comunicazione (problem solving in ambienti tecnologicamente avanzati). Inoltre, per la prima volta in uno studio internazionale, l'indagine PIAAC fornisce indicazioni su come le persone fanno uso delle competenze non solo nella loro vita personale, ma anche durante la loro attività lavorativa.
A tale fine, l'Indagine raccoglie informazioni su come le competenze vengono utilizzate a casa, sul posto di lavoro, nella comunità; come si sviluppano queste abilità, come vengono mantenute o perse nel corso della vita; e in che modo tali competenze fondamentali sono legate alla partecipazione al mercato del lavoro, al reddito, la salute, l'impegno sociale e politico.
Al primo ciclo dell'indagine PIAAC, svolta nel periodo 2011-2012, hanno partecipato 24 Paesi, di cui 17 facenti parte dell'Unione Europea, tra cui l'Italia. I risultati internazionali di PIAAC sono stati resi noti nel rapporto curato dall'OCSE e pubblicato nell'ottobre del 2013. In Italia il rapporto nazionale è stato curato dall'ISFOL (Istituto per lo sviluppo della formazione professionale dei lavoratori) che ha la responsabilità scientifica del Programma in Italia, mentre  il coordinamento istituzionale della partecipazione italiana è di competenza del Ministero del Lavoro e delle Politiche Sociali. L'indagine internazionale PIAAC sarà ripetuta nel tempo, per avere informazioni e dati aggiornati sull'evoluzione delle competenze della popolazione adulta.
PIAAC si correla anche con l'indagine PISA (Programme for International Student Assessment) destinata agli studenti quindicenni.

## Competenze di base valutate
PIAAC studia le competenze di base che le valutazioni nazionali e internazionali precedenti avevano dimostrato essere un fondamento essenziale per la partecipazione alla vita sociale e lavorativa e lo sviluppo di altre competenze, e rispetto alle formulazioni precedenti ne amplia la definizione e il campo d'indagine.

### Literacy
La capacità di capire, valutare, utilizzare ed esaminare testi scritti in forma cartacea o digitale per partecipare alla vita sociale, per raggiungere obiettivi e sviluppare conoscenza e potenziale umano.

### Numeracy
L'abilità di accedere a, utilizzare, interpretare e comunicare informazioni e idee
matematiche, per affrontare e gestire problemi di natura matematica in un certo numero di situazioni della vita adulta.

### Problem solving
In PIAAC il problem solving in ambienti tecnologicamente avanzati (ICT) è definito come l'utilizzo della tecnologia digitale, di strumenti e reti di
comunicazione per acquisire e valutare informazioni, comunicare con gli altri e svolgere compiti pratici. Il primo ciclo di indagine di PIAAC si focalizza sulle abilità di soluzione dei problemi per scopi personali, di lavoro e sociali, in
ambienti basati sull'utilizzo di computer. Le prove includono compiti come ad esempio ordinamento e invio di e-mail, la compilazione di moduli digitali, la valutazione del  contenuto informativo o ricerca di informazioni su siti web.

## Risultati principali del primo ciclo PIAAC
I dati relativi al primo ciclo dell'indagine PIAAC mostrano la posizione di relativa debolezza del campione italiano rispetto agli altri Paesi. Dal confronto internazionale, rispetto alla media dei paesi OCSE, o ad alcuni paesi più direttamente comparabili per grado di sviluppo socioeconomico, dimensioni e collocazione geografica, emerge chiara la conferma di un posizionamento internazionale che per l'Italia desta una certa preoccupazione. La distribuzione del campione italiano tende ad essere costantemente 10-20 punti al di sotto di quello internazionale.
L'Italia si colloca all'ultimo posto della graduatoria nelle competenze alfabetiche (literacy), anche se rispetto alle precedenti indagini OCSE la distanza dagli altri Paesi si è ridotta. Risulta penultima nelle competenze matematiche (numeracy), fondamentali per affrontare e gestire problemi di natura matematica nelle diverse situazioni
della vita adulta.
La lettura dei dati principali evidenzia tuttavia anche alcuni aspetti positivi: risulta assai positiva la tendenza al miglioramento dei livelli di competenza del segmento femminile; si riscontra inoltre nel complesso un processo di contenimento dell'analfabetismo. Diminuisce, rispetto alle precedenti indagini internazionali (IALS e ALL), la percentuale di popolazione che si posiziona nei livelli più bassi di competenza (la quota sotto il livello 1 nella scala PIAAC passa dal 14% a circa il 5,5%), ed è aumentata al contempo la percentuale di popolazione che si colloca a livello 2 (dal 34,5% al 42,3%); si riduce la forbice tra giovani e anziani. Il gap esistente tra la fascia dei giovani dei (16-24enni) e la fascia di anziani (55-64enni) passa, per quanto riguarda le competenze alfabetiche, da 63 punti delle precedenti indagini ai 30 di PIAAC; con un evidente miglioramento delle fasce di età più mature; infine si riduce lo scarto con la media OCSE relativamente alle competenze alfabetiche e si riscontra un miglioramento complessivo della classificazione dell'Italia rispetto alle altre indagini svolte negli ultimi anni, mentre gran parte degli altri Paesi rimane stabile.